# Милан Кербр
Милан Кербр (Ухерско Храдиште, 9. јун 1967) бивши је чешки фудбалер.
Играо је на позицији нападача. У каријери је играо за чешке клубове ВТЈ Тахов, Свит Злин и Сигму из Олмоуца. У Немачкој је наступао за Гројтер Фирт, СЦ Вајсмајн и ССВ Ројтлинген.
За репрезентацију Чешке, играо је две утакмице. Био је члан тима који је на Европском првенству 1996. године у Енглеској освојио друго место.

## Успеси

### Репрезентација
Чешка
- Европско првенство друго место: 1996.